# Вилађо Дарио (Лече)
Вилађо Дарио (итал. Villaggio Dario) је насеље у Италији у округу Лече, региону Апулија.
Према процени из 2011. у насељу је живело 55 становника. Насеље се налази на надморској висини од 13 м.